# Ami Argand
Pour les articles homonymes, voir Argand.

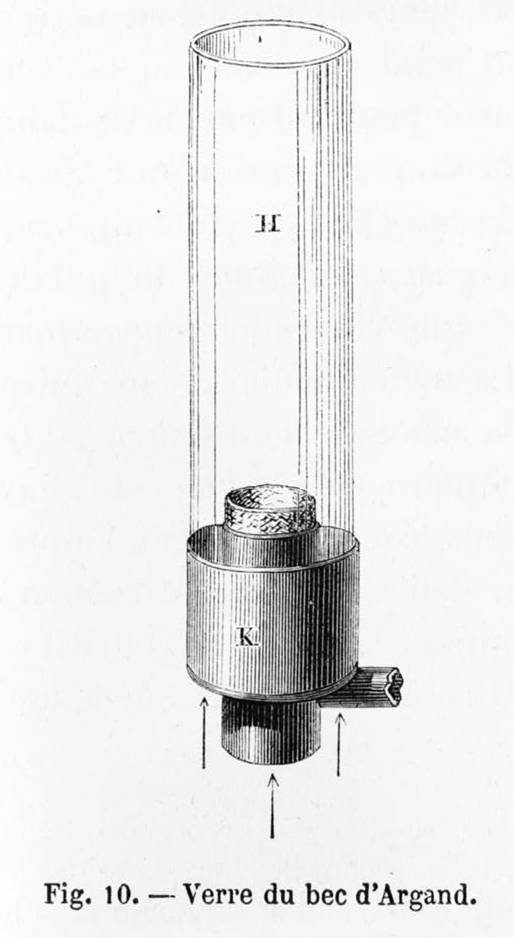
Bec d'Argand à mèche (tube cylindrique) et cheminée de verre. Illustration parue dans Les Merveilles de la science (1867-1869) de Louis Figuier.

François-Pierre-Amédée Argand (on trouve aussi Aimé ou Ami à la place d'Amédée), dit Ami Argand, né à Genève le 5 juillet 1750 et mort à Genève le 14 octobre 1803,, est un physicien et chimiste genevois.

## Biographie
Fils de l'horloger Jean-Louis Argand et de Madeleine Gaudy, il entre à l'auditoire des Belles-Lettres, puis dans la classe de philosophie, où il a pour professeur Horace-Bénédict de Saussure, qui lui communique son goût prononcé pour les sciences physiques. 
En 1780, il installe près de Montpellier des distilleries basées sur une méthode nouvelle de son invention.
Il invente en 1782 une lampe à huile à réservoir latéral et double courant d'air, dix à douze fois plus puissante qu'une simple chandelle, à laquelle Antoine Quinquet, pharmacien de Paris, a laissé son nom. C'est lui qui substitue aux mèches pleines, qui donnaient beaucoup de fumée et peu de lumière, des mèches en forme de tube : Quinquet eut seulement l'idée d'adjoindre une cheminée de verre, qui se loge dans un « bec d'Argand ».
Il collabora en septembre 1783 chez Jean-Baptiste Réveillon (Manufacture Royale des Papiers Peints) à l'élaboration du ballon de Jacques-Étienne Montgolfier. La même année il part pour Londres afin d'y fonder une manufacture de lampes.
En 1784, Argand lance à Windsor un aérostat à hydrogène d'un mètre de diamètre devant la famille royale d'Angleterre.
En 1786, il lit à l'Académie des sciences de Paris un mémoire sur les causes de la grêle, qui sont attribuées à l'électricité.
En 1787, Argand fonde une nouvelle manufacture de lampes à Versoix près de Genève, fabrique à laquelle l'abolition des patentes, considérées par les révolutionnaires comme des privilèges, porte un rude coup.
Son cousin par alliance, Isaac-Ami Bordier-Marcet reprendra en 1803 la gestion de sa manufacture et poursuivra ses travaux dans les années 1810.
Argand a également participé en 1792 à l'invention par Joseph Montgolfier du bélier hydraulique. Il est aussi l'auteur de divers perfectionnements apportés aux machines à filer et à carder le coton.

## Citation
Voyez-vous cette lampe où, muni d'un cristal,
Brille un cercle de feu qu'anime l'air vital ?
Tranquille avec éclat, ardente sans fumée,
Argand la mit au jour et Quinquet l'a nommée.